# 2008-as norvég labdarúgó-bajnokság (első osztály)
Az 2008-as Tippeligaen volt a 64. alkalommal megrendezett, legmagasabb szintű labdarúgó-bajnokság Norvégiában. A pontvadászat 2008. március 29-én kezdődött és november 2-án ért véget.
A címvédő a Brann volt. A szezont a Stabæk csapata nyerte, a bajnokság történetében először.

## Részt vevő csapatok
| Csapat       | Székhely    | Stadion             | Befogadóképesség |
| ------------ | ----------- | ------------------- | ---------------- |
| Aalesund     | Ålesund     | Color Line Stadion  | 10,778           |
| Bodø/Glimt   | Bodø        | Aspmyra Stadion     | 8,800            |
| Brann        | Bergen      | Brann Stadion       | 17,967           |
| Fredrikstad  | Fredrikstad | Fredrikstad Stadion | 12,800           |
| HamKam       | Hamar       | Briskeby Arena      | 7,500            |
| Lillestrøm   | Lillestrøm  | Åråsen Stadion      | 12,200           |
| Lyn          | Oslo        | Ullevaal Stadion    | 25,572           |
| Molde        | Molde       | Aker Stadion        | 11,167           |
| Rosenborg    | Trondheim   | Lerkendal Stadion   | 21,166           |
| Stabæk       | Bærum       | Nadderud Stadion    | 6,950            |
| Strømsgodset | Drammen     | Marienlyst Stadion  | 8,500            |
| Tromsø       | Tromsø      | Alfheim Stadion     | 8,300            |
| Vålerenga    | Oslo        | Ullevaal Stadion    | 25,572           |
| Viking       | Stavanger   | Viking Stadion      | 16,600           |

### Vezetőedző váltások
| Csapat     | Távozó edző                                                              | Ok               | Dátum               | Poz.           | Érkező edző                                                              | Dátum               |
| ---------- | ------------------------------------------------------------------------ | ---------------- | ------------------- | -------------- | ------------------------------------------------------------------------ | ------------------- |
| Lillestrøm | Tom Nordlie                                                              | lemondott        | 2008. május 29.     | 13.            | Frode Grodås Erlend Johnsen Erlend Slokvik Jan Åge Fjørtoft (ideiglenes) | 2008. május 29.     |
| Aalesund   | Sören Åkeby                                                              | menesztették     | 2008. augusztus 31. | 13.            | Kjetil Rekdal                                                            | 2008. szeptember 4. |
| Lyn        | Henning Berg                                                             | közös megegyezés | 2008. szeptember 9. | 5.             | Kent Bergersen                                                           | 2008. szeptember 9. |
| Lillestrøm | Frode Grodås Erlend Johnsen Erlend Slokvik Jan Åge Fjørtoft (ideiglenes) | elengedték       | 2009. január 1.     | szezonon kívül | Henning Berg                                                             | 2009. január 1.     |

## Tabella
| Hely. | Csapat         | M  | Gy | D  | V  | G+ | G– | Gk  | P  | Továbbjutás vagy kiesés                       |
| ----- | -------------- | -- | -- | -- | -- | -- | -- | --- | -- | --------------------------------------------- |
| 1.    | Stabæk (B)     | 26 | 16 | 6  | 4  | 58 | 24 | +34 | 54 | BL, 2. selejtezőkör és Európa-liga, rájátszás |
| 2.    | Fredrikstad    | 26 | 14 | 6  | 6  | 38 | 28 | +10 | 48 | Európa-liga, 3. selejtezőkör                  |
| 3.    | Tromsø         | 26 | 12 | 8  | 6  | 36 | 23 | +13 | 44 | Európa-liga, 2. selejtezőkör                  |
| 4.    | Bodø/Glimt (F) | 26 | 12 | 6  | 8  | 37 | 38 | −1  | 42 |                                               |
| 5.    | Rosenborg      | 26 | 11 | 6  | 9  | 40 | 34 | +6  | 39 | Európa-liga, 1. selejtezőkör                  |
| 6.    | Viking         | 26 | 11 | 6  | 9  | 38 | 32 | +6  | 39 |                                               |
| 7.    | Lyn            | 26 | 11 | 5  | 10 | 38 | 34 | +4  | 38 |                                               |
| 8.    | Brann          | 26 | 8  | 9  | 9  | 36 | 36 | 0   | 33 |                                               |
| 9.    | Molde (F)      | 26 | 7  | 10 | 9  | 39 | 43 | −4  | 31 |                                               |
| 10.   | Vålerenga      | 26 | 8  | 6  | 12 | 31 | 37 | −6  | 30 | Európa-liga, 3. selejtezőkör                  |
| 11.   | Strømsgodset   | 26 | 8  | 5  | 13 | 33 | 44 | −11 | 29 |                                               |
| 12.   | Lillestrøm     | 26 | 7  | 7  | 12 | 30 | 40 | −10 | 28 |                                               |
| 13.   | Aalesund (O)   | 26 | 7  | 4  | 15 | 29 | 42 | −13 | 25 | Osztályozó                                    |
| 14.   | HamKam (F, K)  | 26 | 5  | 6  | 15 | 22 | 50 | −28 | 21 | Kiesett az 1. divisjonbe                      |

### Osztályozó
Az Aalesund csapata nyert 7–2-es összesítéssel a Sogndal ellen.
| 2008. november 8. 19:00 CET (UTC+1) |

| Sogndal     | 1–4 | Aalesund                                               |
| ----------- | --- | ------------------------------------------------------ |
| Bolseth 50' |     | Arnefjord 22' Aarøy 53' Nadolski 61' Diego Silva 90+4' |

| Fosshaugane Campus, Sogndal Nézőszám: 3 553 Játékvezető: Roy Helge Olsen (Fløy) |

| 2008. november 12. 19:00 CET (UTC+1) |

| Aalesund          | 3–1 | Sogndal |
| ----------------- | --- | ------- |
| Aarøy 14' 31' 43' |     | Flo 43' |

| Color Line Stadion, Ålesund Nézőszám: 8 646 Játékvezető: Terje Hauge (Olsvik) |

## Meccstáblázat
| Hazai \ Vendég | AAL | BOD | SKB | FFK | HK  | LSK | LYN | MFK | RBK | STB | SIF | TIL | VIF | VIK |
| -------------- | --- | --- | --- | --- | --- | --- | --- | --- | --- | --- | --- | --- | --- | --- |
| Aalesund       | —   | 1–0 | 4–2 | 0–0 | 5–0 | 3–0 | 0–4 | 1–1 | 1–2 | 1–2 | 3–1 | 1–3 | 0–0 | 1–2 |
| Bodø/Glimt     | 2–1 | —   | 3–1 | 2–1 | 2–0 | 1–0 | 2–1 | 2–2 | 1–1 | 1–1 | 3–2 | 2–0 | 1–2 | 3–2 |
| Brann          | 1–2 | 4–1 | —   | 4–2 | 4–1 | 2–1 | 2–0 | 3–4 | 0–0 | 1–2 | 1–1 | 1–1 | 1–0 | 1–1 |
| Fredrikstad    | 5–0 | 2–0 | 1–0 | —   | 2–1 | 4–0 | 0–2 | 2–1 | 1–1 | 0–3 | 2–1 | 2–0 | 2–1 | 1–0 |
| HamKam         | 2–1 | 2–2 | 0–0 | 1–1 | —   | 1–2 | 3–2 | 0–1 | 2–1 | 0–2 | 1–1 | 0–1 | 1–1 | 3–2 |
| Lillestrøm     | 3–0 | 3–0 | 1–1 | 1–2 | 0–0 | —   | 1–2 | 1–1 | 4–2 | 1–1 | 3–1 | 1–1 | 0–3 | 2–0 |
| Lyn            | 3–0 | 3–1 | 1–1 | 0–0 | 2–1 | 1–0 | —   | 1–3 | 1–2 | 0–2 | 3–2 | 3–3 | 2–0 | 1–1 |
| Molde          | 0–0 | 1–2 | 3–2 | 1–2 | 2–0 | 1–1 | 0–1 | —   | 1–2 | 0–0 | 0–0 | 0–0 | 5–1 | 2–3 |
| Rosenborg      | 3–1 | 1–3 | 1–1 | 1–2 | 4–0 | 4–0 | 2–1 | 3–1 | —   | 1–2 | 1–1 | 0–1 | 2–1 | 2–0 |
| Stabæk         | 2–1 | 4–1 | 3–0 | 5–1 | 3–0 | 4–2 | 1–1 | 4–0 | 1–0 | —   | 6–0 | 2–4 | 6–2 | 0–0 |
| Strømsgodset   | 0–1 | 1–2 | 2–0 | 1–0 | 1–2 | 2–1 | 2–1 | 4–0 | 3–2 | 0–0 | —   | 1–3 | 1–3 | 3–2 |
| Tromsø         | 1–0 | 0–0 | 0–0 | 0–1 | 2–1 | 0–1 | 2–0 | 4–4 | 4–0 | 1–0 | 2–0 | —   | 2–0 | 0–1 |
| Vålerenga      | 1–0 | 0–0 | 0–1 | 1–1 | 3–0 | 3–1 | 1–2 | 1–2 | 1–1 | 2–1 | 1–2 | 0–0 | —   | 0–1 |
| Viking         | 2–1 | 2–0 | 1–2 | 1–1 | 3–0 | 0–0 | 2–0 | 3–3 | 0–1 | 4–1 | 1–0 | 2–1 | 2–3 | —   |

## Statisztikák

### Góllövőlista
| Helyezés | Játékos                | Klub        | Gólok |
| -------- | ---------------------- | ----------- | ----- |
| 1        | Daniel Nannskog        | Stabæk      | 16    |
| 2        | Johan Andersson        | Stabæk      | 12    |
| 2        | José Mota              | Molde       | 12    |
| 4        | Thorstein Helstad      | Brann       | 11    |
| 4        | Olivier Occéan         | Lillestrøm  | 11    |
| 6        | Garðar Jóhannsson      | Fredrikstad | 10    |
| 6        | Morten Moldskred       | Tromsø      | 10    |
| 6        | Steffen Iversen        | Rosenborg   | 10    |
| 6        | Veigar Páll Gunnarsson | Stabæk      | 10    |
| 6        | Espen Hoff             | Lyn         | 10    |
| 6        | Trond Olsen            | Bodø/Glimt  | 10    |

### Sárga és piros lapok

#### Játékosok
- Legtöbb sárga lap: 7
  -  David Nielsen (Strømsgodset)
  -  Vidar Riseth (Lillestrøm)
- Legtöbb piros lap: 2
  -  Abgar Barsom (Fredrikstad)
  -  Jan Michelsen (HamKam)
  -  Kristján Örn Sigurðsson (Brann)

#### Klubcsapatok
- Legtöbb sárga lap: 48
  - Strømsgodset
- Legtöbb piros lap: 5
  - HamKam